# ثلاثي يوديد الفسفور
ثلاثي يوديد الفوسفور هو مركب كيميائي ينتمي إلى هاليدات الفوسفور، صيغته PI3، ويوجد على شكل صلب ذي لون أحمر داكن.

## التحضير
يحضر المركب من التفاعل المباشر بين عنصري اليود والفوسفور الأبيض في وسط من ثنائي كبريتيد الكربون.
{\displaystyle \mathrm {P_{4}\ +\ 6\ I_{2}\longrightarrow \ 4\ PI_{3}} }

## الخواص
يوجد المركب في الشروط القياسية على شكل صلب ذي لون أحمر داكن، ويكون للفوسفور في حالة أكسدة مقدارها +3. تكون بنية المركب وفق بنية جزيئية هرمية ثلاثية، حيث تبلغ طول الرابطة P-I مقدار 243 بيكومتر.
يتفاعل المركب بشكل عنيف مع الماء، حيث يتشكل حمض الفوسفوروز وحمض الهيدرويوديك. يتميز ثلاثي يوديد الفوسفور بخواصه المختزلة القوية، فهو قادر مثلاً على اختزال السلفوكسيد إلى مركبات ثيوإيثر الموافقة، حتى في درجات حرارة منخفضة مثل −78 °س.

## الاستخدامات
يستخدم هذا المركب بشكل واسع في المختبرات الكيميائية عاملاً لإضافة اليود إلى المركبات العضوية في تفاعلات اليوددة. فهو يتفاعل مثلاً مع الكحولات للحصول على اليوديدات الألكيلية الموافقة؛ كما هو الحال في تفاعل تحضير يوديد الميثيل من الميثانول:
{\displaystyle {\ce {PI3 + 3 CH3OH -> 3 CH3I + H3PO3}}}